# Arnkell et Erlend Ier Einarsson
 Arnkell et Erlend Einarsson  sont co Jarl ou  co-comtes des Orcades de 920 à 954.

## Origine
Arnkell et Erlend Einarsson sont les deux fils aînés du Jarl Einar Rognvaldsson.

## Règne
Arnkell et Erlend Ier succèdent à leur père conjointement avec leur frère cadet Thorfinn Einarsson.
En 937 le roi Eric Ier de Norvège obligé par son frère Håkon Ier de Norvège de fuir son pays et qui cherchait une base dans les territoires de l'ouest pour assouvir ses ambitions personnelles, aborde aux Orcades.
Les deux Jarls  doivent se soumettre et sont contraints d'accompagner Eric Blodøks dans ses expéditions guerrières d'abord en 948 aux Hébrides, qu'il occupe, puis en Angleterre dans le royaume viking d'York. C'est là que deux Jarls et Eric sont vaincus et tués en 954 à la Bataille de Stainmore aux confins du Yorkshire et du Westmorland.